# Chaperonina

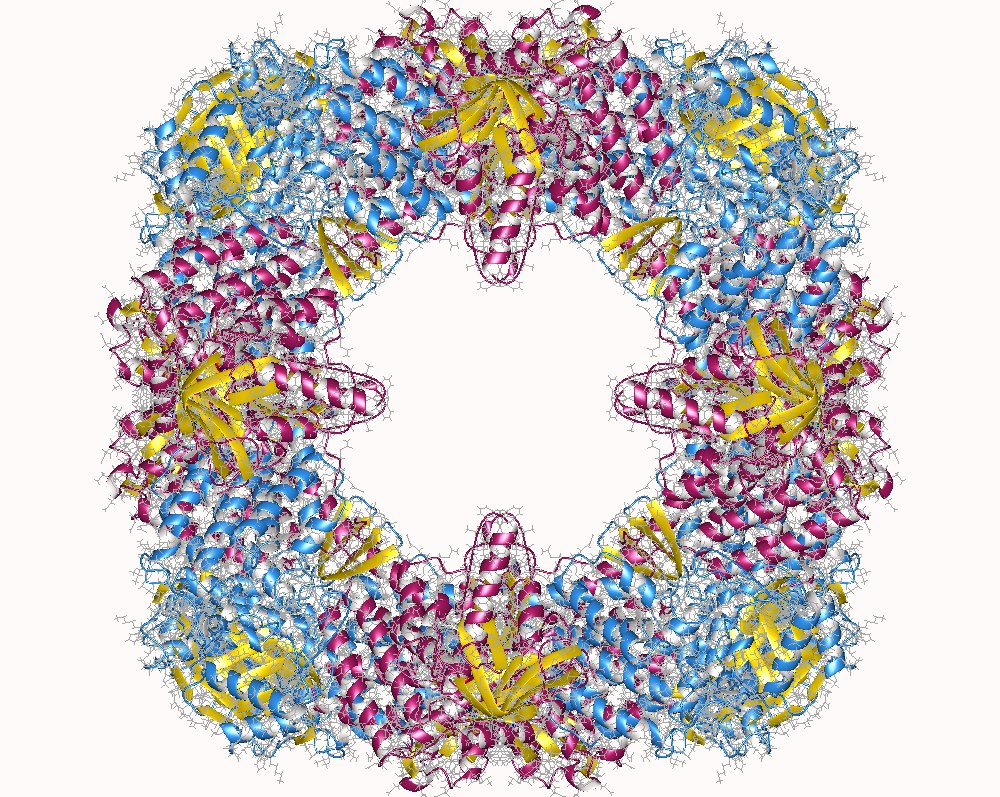
Thermosome hetero16mer, Sulfolobus solfataricus

Le chaperonine sono proteine fondamentali per l'ottenimento del prodotto genico.

## Descrizione
Le chaperonine sono chaperones molecolari di II classe, implicate nel corretto ripiegamento (folding) delle proteine. Funzionalmente svolgono un ruolo simile ai chaperones di I classe, le proteine Hsp, anche se sequenza genica, struttura proteica e meccanismi d'azione sono differenti. Le Hsp (Heat Shock Proteins) sono chiamate così poiché rilevate durante studi di denaturazione delle proteine mediante calore. Sono chiamate quindi "HSP", seguite da un numero che identifica il peso molecolare espresso in kDa: HSP100, HSP90, HSP70, HSP60, HSP40, sHSP (small, perché di peso inferiore ai 40 kDa) e ubiquitina. Sia le proteine Hsp sia le chaperonine sono normalmente presenti all'interno delle cellule in qualità di chaperones molecolari, ma vengono prodotte in maggior quantità in seguito a shock termico, contrastando così l'effetto denaturante del calore (sono tuttavia anche implicate nel corretto folding di proteine che necessitano di "aiuto" per assumere una conformazione cosiddetta "nativa", ovvero quella funzionale).
Le chaperonine sono rappresentate dal complesso proteico GroEL-GroES. Le proteine chaperon sono presenti in tutti gli organismi viventi, sia procarioti che eucarioti. La chaperonina procariotica è formata da 14 subunità identiche e prende il nome di GroEL, mentre le chaperonine eucariotiche sono grossi complessi multimerici a forma di barile, costituiti da otto unità di Hsp60 e prendono il nome di TCiP. Il modello Gro-EL può essere assunto come modello generico di comportamento delle chaperonine: la proteina non correttamente ripiegata viene inserita nella tasca della proteina GroEL, che ha ampia superficie scarsamente polarizzata e aderisce alla parete fino al corretto ripiegamento. Sarà compito di una co-chaperonina favorire il processo di rilascio della proteina ora correttamente ripiegata. Un particolare controllo è richiesto nella produzione di alcune proteine come actina e tubulina del citoscheletro.

## Fisiologia
Dai geni viene tradotta una molecola di natura proteica. Le proteine, per essere attive, hanno quattro dimensioni:
1. la sequenza polipeptidica definita dal codice genico
2. il ripiegamento a foglietto β o il ripiegamento ad α-elica
3. la conformazione tridimensionale
4. la costituzione polimerica, cioè l'unione, attraverso legami non peptidici, di più copie della stessa molecola.

I chaperones sono coinvolti nella terza fase, aiutando infatti la proteina nascente nel formare e mantenere la struttura tridimensionale che le è propria.

Le chaperonine di gruppo 1 necessitano della presenza di una co-chaperonina per il loro funzionamento, mentre le chaperonine di gruppo 2 presentano una protrusione elicoidale che svolge la funzione delle co-chaperonine.

Le chaperonine sequestrano le catene non ripiegate all'interno di un ambiente protetto e, solo una volta raggiunta la giusta conformazione, le catene ripiegate verranno rilasciate.
- Più subunità di Hsp60 sono organizzate a formare due anelli delimitanti una cavità centrale. Facilitano il ripiegamento di proteine nascenti e si legano ai substrati che non hanno una conformazione corretta evitandone l'aggregazione e la precipitazione.
- HSP100, 90, 70 e 40 legano le catene polipeptidiche nascenti ed impediscono l'interazione tra i residui idrofobici fintanto che la catena non assume la conformazione corretta. Agiscono singolarmente, anche se possono cooperare tra loro (Hsp40 funge da co-chaperon per Hsp70), con meccanismo ATP-dipendente.
- Le sHSP, ATP-indipendente, in condizioni di stress, si legano alle porzioni idrofobiche dei polipeptidi alterati, impedendone l'aggregazione, fino a quando non si ripristinano le condizioni favorevoli al ripiegamento.
- L'ubiquitina, infine, si associa alle proteine alterate in maniera irreversibile favorendone il riconoscimento, e la degradazione, da parte del proteosoma.

Le HSP possono essere costitutive oppure venire sintetizzate all'occorrenza: in caso di stress si determina la fosforilazione di specifici fattori di crescita, HSF, che polimerizzano formando trimeri. Questi sono capaci di penetrare nel nucleo (grazie ad esempio a legami con le importine) e interagire con specifiche sequenze di DNA (HSE – elements) inducendo la sintesi di HSP.

L'eccessiva sintesi di HSP viene evitata attraverso un feedback negativo che le Hsp stesse svolgono sulla fosforilazione dei HSF.
Le HSP proteggono altre proteine dalla denaturazione circondandole (per esempio in caso di shock termici). Il cortisolo per esempio viaggia nel sangue circondato dalle HSP. Un'altra funzione delle HSP è quella di permettere ad alcuni recettori, come quello per i glucocorticoidi, di non essere degradati.

## Patologia
Alterazioni genetiche delle chaperonine possono portare a patologie umane che in genere colpiscono molti organi ed apparati contemporaneamente.

L'errato ripiegamento delle proteine è alla base di molte patologie umane, definite malattie da misfolding, che possiamo dividere in due gruppi:
- malattia causata dalla perdita o degradazione della proteina, o dall'errato trasporto intracellulare.
- malattie causate dall'accumulo, intra- od extra-cellulare, di proteine aggregate (ad esempio le malattie da prione).

Molti tipi di tumore diventano chemio-resistenti perché iper-esprimono alcune HSP, come la Hsp70 e la Hsp90. La prima è associata ad una maggiore resistenza allo stress ossidativo, mentre la seconda entra a far parte di complessi multi-proteici stabilizzatori degli enzimi proteina tirosin chinasi, deputati alla trasduzione intracellulare dei messaggi portati dai fattori di crescita.
Le HSP sono presenti anche in quantità abnormi nel cervello dei pazienti con malattia di Alzheimer e morbo di Parkinson. Tuttavia, la maggior parte dei ricercatori crede che la loro aumentata espressione non sia lesiva di per sé, ma rappresenti piuttosto una risposta difensiva agli elevati livelli di stress ossidativo che caratterizzano queste patologie.